# Трансплантация почки
Трансплантация почки — хирургическая операция, заключающаяся в пересадке человеку или животному почки, полученной от другого человека или животного (донора).
Применяется как метод заместительной почечной терапии при терминальной стадии хронической почечной недостаточности у людей и некоторых животных (собак и кошек).
Трансплантация почки — наиболее частая операция в трансплантологии. В 2011 году по всему миру было пересажено 76 тысяч почек при общем числе трансплантаций органов — 110 тыс. Самый частый вариант современной трансплантации почки у человека — гетеротопическая, аллогенная (от другого человека). На 1 сентября 2009 года в США в списке ожидания трансплантации почки находилось 80888 человек. За 2008 год в США выполнено 16517 трансплантаций почки и 837 трансплантаций печени и поджелудочной железы.

## История
В 1902 году была выполнена первая в истории трансплантация почки у животного венгерским хирургом Эммерихом Ульманом. Независимо от него эксперименты по трансплантации почки, её консервации и технике наложения сосудистых анастомозов проводил Алексис Каррель в 1902—1914 гг. Он разработал основные принципы консервации донорского органа, его перфузии. За работы по трансплантации органов Алексис Каррель был награждён Нобелевской премией в 1912 году. Первую попытку трансплантации органа от животного человеку предпринял, по-видимому, Матье Жабулей, пересадивший свиную почку пациенту с нефротическим синдромом, закончившуюся фатально. В первых годах XX века предпринимались и другие попытки трансплантации органов от животных (свиней, обезьян) людям, также безуспешные. 
В 1931 году в Харькове Ю. Ю. Вороной впервые в мире предпринял попытку трансплантации почки от человека человеку. Он пересадил почку от трупа 60-летнего мужчины, умершего 6 часами ранее, молодой женщине 26 лет, с суицидальными целями принявшей хлорид ртути. Почка была трансплантирована как временная мера на период анурической фазы острой почечной недостаточности, в область бедра пациентки. У Вороного не было данных о нежизнеспособности почки после долгой тепловой ишемии, что привело к закономерно неудачному результату операции, больная погибла.
Только появление в 1943 году работ Питера Медавара в области тканевой иммунологии и тканевой совместимости позволило совершить первые попытки истинно обоснованных научно трансплантаций. 
В 1950 году Р. Лоулер в Чикаго выполняет ортотопическую трансплантацию почки. Вместо удалённой поликистозной почки он пересаживает 44-летней женщине на то же место почку от трупа той же группы крови. Трансплантат работал 53 дня. 
В 1951 Шарль Дюбост в Париже пытается трансплантировать почку обезглавленного преступника пациенту с острой почечной недостаточностью в подвздошную ямку.
Уверенно шёл к выполнению трансплантации почки коллектив клиники Питера Бента Брайхема в Бостоне. 
В 1947 году Девид Хьюм, Чарльз Хафнагель и Эрнест Ландштейнер (сын Карла Ландштейнера, открывателя групп крови) выполняют временную трансплантацию почки молодой девушке с острой почечной недостаточности на фоне инфицированного аборта. Почка пришивается к сосудам предплечья. Несмотря на то, что трансплантат начал функционировать, на фоне чего восстановилась функция своих почек, пациентка погибла от острого гепатита, осложнившего переливания крови. Первой успешной трансплантацией почки оказалась выполненная Джозефом Мюрреем и теми же хирургами под руководством терапевта Джона Мерилла родственная пересадка почки. 
26 октября 1954 года молодой мужчина Ричард Херрик был госпитализирован с почечной недостаточностью. У него был брат-близнец Рональд. После стабилизации состояния Ричарда бригада хирургов выполнила пробную пересадку кожи между братьями с целью подтвердить идентичность их тканевых фенотипов. Отторжения не было. 23 декабря того же года была выполнена трансплантация почки с немедленной функцией трансплантата. Ричард прожил 9 лет после операции и погиб от рецидива основного заболевания. Рональд умер 29 декабря 2010 года. Последующие трансплантации почки между братьями-близнецами также оказывались успешными. 
В 1959 году выполнена первая трансплантация почки от посмертного неродственного донора. Для подавления иммунитета использовали тотальное облучение тела. Реципиент прожил после операции 27 лет.
В 1960 году Шварц и Дамешек описывают в эксперименте иммуносупрессивное действие 6-меркаптопурина. На его основе разрабатывается лекарственный препарат азатиоприн, который позволяет выполнять трансплантации от неродственных доноров. 
31 декабря 1972 года Хартманн Стехелин открывает новый иммуносупрессивный препарат циклоспорин, впервые успешно применённый в клинике Томасом Старзлом в 1980 году. Это открыло новую эру в трансплантации. 
В 1990 году в университете Питтсбурга под руководством Старзла разрабатывается другой иммуносупрессивный препарат — такролимус.

## Показания
Показанием к трансплантации почки является терминальная хроническая почечная недостаточность (ТХПН, код МКБ N 18.5) — финальный этап течения хронического гломерулонефрита, хронического пиелонефрита, диабетической нефропатии, поликистоза почек, травм и урологических заболеваний, врожденных болезней почек. Пациенты с ТХПН для сохранения жизни находятся на заместительной почечной терапии (ЗПТ), к которой относятся хронический гемодиализ, перитонеальный диализ и трансплантация почки. Трансплантация почки по сравнению с двумя другими вариантами имеет наилучшие результаты в плане продолжительности жизни (увеличивая её в 1,5-2 раза по сравнению с другими вариантами заместительной почечной терапии), её качества. Трансплантация почки является способом выбора у детей, так как развитие ребенка на гемодиализе значительно страдает.

## Противопоказания
В современных условиях единого взгляда на противопоказания при трансплантации почки нет и перечень противопоказаний к трансплантации может отличаться в разных центрах. Наиболее часто к противопоказаниям к трансплантации почки относятся следующие.
- Наличие перекрестной иммунологической реакции с лимфоцитами донора (cross match). Абсолютное противопоказание к трансплантации, наличие реакции сопряжено с крайне высоким риском сверхострого отторжения трансплантата и потери его.
- Злокачественные новообразования, имеющиеся в настоящее время или с небольшим сроком после радикального лечения. В случае радикального излечения, при большинстве опухолей от завершения такого лечения должно пройти не менее 2 лет. Не выжидают никакого времени после успешного лечения бессимптомных опухолей почки, рака мочевого пузыря in situ, рака шейки матки in situ, базалиомы. Увеличивают период наблюдения до 5 лет после лечения инвазивного рака шейки матки, меланомы, рака молочной железы.
- Активные инфекции. При излечённом туберкулезе необходимо наблюдение за пациентом не менее года. ВИЧ-инфекция является абсолютным противопоказанием к пересадке почки в большинстве трансплантационных центров. Наличие хронических неактивных гепатитов B, C противопоказанием к операции не является.
- Экстраренальные заболевания, находящиеся в стадии декомпенсации, которые могут угрожать в послеоперационном периоде, например, активная язва желудка или декомпенсированная сердечная недостаточность.
- Несоблюдение пациентом медицинских рекомендаций и недисциплинированность (incompliance). В мире около 5-10 % потерь трансплантатов связано с тем, что пациенты не выполняют предписанных врачом назначений, касающихся иммуносупрессивной терапии, режима.
- Изменения личности при хронических психозах, наркомании и алкоголизме, которые не позволяют пациенту соблюдать предписанный режим.

В настоящее время сахарный диабет (приведший к диабетической нефропатии и терминальному поражению почек) как противопоказание к трансплантации больше не рассматривается. Пациенты с диабетом имеют несколько более низкий процент выживаемости трансплантата, однако при современном лечении удаётся всё более улучшать этот результат.

## Донорский этап
Почечный трансплантат может быть получен у живых родственных доноров или доноров-трупов.
Основными критериями для подбора трансплантата является соответствие групп крови AB0 (некоторые центры выполняют трансплантацию без учёта групповой принадлежности), аллелей HLA (как правило, А, В, Dr), примерное соответствие веса, возраста и пола донора и реципиента. Доноры не должны быть инфицированы трансмиссивными инфекциями (сифилис, ВИЧ, гепатит B,С). В настоящее время на фоне отмечающегося во всём мире дефицита донорских органов требования к донорам пересматриваются. Так, чаще стали рассматриваться как доноры погибающие пациенты пожилого возраста, страдавшие сахарным диабетом, имевшие артериальную гипертензию в анамнезе, эпизоды гипотонии в агональный и предагональный период. Таких доноров называют маргинальными или донорами расширенных критериев.
Наиболее хорошие результаты достигаются при трансплантации почки от живых доноров, однако большинство пациентов с хронической почечной недостаточностью, особенно взрослых, не обладает достаточно молодыми и здоровыми родственниками, способными отдать свой орган без ущерба для здоровья. Посмертное донорство органов — единственная возможность обеспечить трансплантационной помощью основное количество пациентов, нуждающейся в ней.
Живым донорам почки выполняются операции лапароскопической донорской нефрэктомии и открытой донорской нефрэктомии. Посмертным донорам (на трупе) выполняются операции эксплантации почечного трансплантата изолированно или в составе операции мультиорганного изъятия органов для трансплантации.
После или в процессе изъятия почечного трансплантата производится его холодовая фармакоконсервация. Для сохранения жизнеспособности донорского органа он должен быть отмыт от крови и перфузирован консервирующим раствором. Наиболее распространенными в настоящее время являются растворы Бреттшнайдера (Custodiol), Коллинза (EuroCollins), Висконсинского университета (UW, Viaspan). Чаще всего хранение трансплантата осуществляют по бесперфузионной методике в системе «тройных пакетов» — отмытый консервирующим раствором орган помещается в стерильный полиэтиленовый пакет с консервантом, этот пакет в другой, заполненный стерильной снежной кашей (шугой), второй пакет в третий с ледяным физиологическим раствором. Орган в тройных пакетах хранится и транспортируется в термоконтейнере или холодильнике при температуре 4-6° С. Большинство центров определяет максимум периода холодовой ишемии (от начала консервации трансплантата до пуска в нём кровотока) в 72 часа, однако наилучшие результаты достигаются при трансплантации почки в первые сутки после её изъятия. Иногда применяется перфузионная методика хранения донорской почки, разработанная в 1906 г. Алексисом Каррелем и Чарльзом Линдбергом. При этом орган подключается к машине, осуществляющей постоянное пульсационное промывание органа консервирующим раствором. Такое хранение повышает расходы, но позволяет улучшить исход трансплантации, особенно при использовании почек от маргинальных доноров.

## Реципиентский этап
В современных условиях всегда выполняется гетеротопическая трансплантация. Трансплантат размещается в подвздошной ямке. По поводу выбора стороны для трансплантации существует несколько подходов. Правая сторона из-за более поверхностного расположения подвздошной вены более предпочтительна для трансплантации, поэтому в некоторых центрах всегда используют правую сторону, кроме больных с ультралатерально расположенным перитонеальным катетером, с планируемой в последующем трансплантацией поджелудочной железы, с повторной трансплантацией. Однако чаще всего правую почку трансплантируют налево, левую направо, что удобнее в формировании сосудистых анастомозов.
Как правило, почка размещается в забрюшинной клетчатке, однако в ряде случаев применяется интраперитонеальное расположение трансплантата — у маленьких детей, после многочисленных ранее выполненных трансплантаций.
Обычное расположение почки — в подвздошной ямке. При этом артериальный анастомоз накладывается с подвздошными артериями (внутренней, наружной или общей), венозный с подвздошными венами, мочевой — пузырём. Однако при наличии рубцовых изменений, урологической патологии, иногда орган размещают в забрюшинном пространстве выше. В этом случае артериальный анастомоз накладывается с аортой, венозный с нижней полой веной. Мочевой анастомоз накладывают путём соединения мочеточника пациента с лоханкой трансплантата.
Обычно собственные почки больного не удаляют, кроме следующих случаев:
- размер или положение собственных почек мешают размещению трансплантата
- у больных с поликистозом почек имеются крупные кисты, которые были причиной нагноений или кровотечений
- высокая нефрогенная гипертензия, резистентная к консервативному лечению

Доступ. Параректальный дугообразный или клюшкообразный разрез. Начинается почти со средней линии на 2 пальца выше лобка и направляется вверх и кнаружи, следуя чуть снаружи от прямых мышц живота. Мышцы пересекаются электроножом. Нижняя надчревная артерия в нижнем отделе брюшной стенки пересекается между двумя лигатурами. Круглая связка матки пересекается, а семенной канатик берётся на держалку и отводится медиально. Брюшинный мешок отодвигается медиально. Обнажается m.psoas. Сосудистый пучок мобилизуется. При выделении сосудов необходимо тщательно перевязывать и пересекать лимфатические сосуды, опутывающие подвздошный пучок. В противном случае в послеоперационном периоде развивается лимфоррея. Выделяется и ревизуется подвздошный пучок. Чаще всего с целью трансплантации используется внутренняя подвздошная артерия. Её выделяют до развилки (трифуркации), ветви перевязывают и прошивают. Артерию под зажимом ДеБейки-Блелока пересекают. Мобилизуют наружную подвздошную вену. Для удобства в рану хорошо устанавливать кольцевые ранорасширители.
Back table. Донорский орган извлекают из пакетов в лоток со стерильным снегом. Выделяют и обрабатывают артерию и вену трансплантата, перевязывают боковые ветви. Избыток тканей удаляют, сохраняя жир в области лоханки, аккуратно обрабатывают мочеточник, сохраняя его клетчатку.
Этап наложения сосудистых анастомозов. Предпочтительнее накладывать венозный анастомоз первым, так как он располагается в глубине раны. Для его формирования используются различные технические приёмы, например, наложение анастомоза в 2 нити или в 4 нити. После наложения анастомоза вена в воротах пережимается, производится пуск кровотока. Далее формируют артериальный анастомоз на площадке Карреля. Анастомоз формируется парашютным способом или обычным непрерывным швом в 2 нити. Для включения добавочных артерий используется микрохирургическая техника. Их можно вшивать как в основной ствол, так и васкуляризировать их при помощи надчревных артерий. После завершения сосудистых анастомозов производится включение кровотока. При небольшой холодовой ишемии после пуска кровотока из мочеточника начинает поступать моча.
Этап наложения мочевого анастомоза. Чаще всего накладывается анастомоз мочеточника трансплантата с мочевым пузырём реципиента по Литч или Ледбеттеру-Политано. Пузырь раздувается воздухом или стерильным раствором. В области дна рассекаются мышцы, накладывается непрерывный анастомоз со слизистой полидиоксаноном. После этого мышечный слой пузыря ушивается с целью формирования антирефлюксного клапана. Хорошие результаты достигаются при установке в место анастомоза S или J-образных мочеточниковых стентов (urecath).
Укладка трансплантата. Трансплантат размещается так, чтобы вена почки не была перекручена, артерия делала дугу, а мочеточник лежал свободно и не перегибался.
Выход из операции. Ложе трансплантата дренируется одной толстой трубкой, к которой
подключается активный дренаж по Редону. Послойные швы на рану. Так как в послеоперационном периоде пациент будет получать стероиды в больших дозировках, предпочтительно наложение косметического шва на кожу.

## Хирургические осложнения
- Кровотечение
- Тромбоз артерии трансплантата
- Разрыв трансплантата
- Стеноз артерии трансплантата
- Тромбоз подвздошной артерии реципиента
- Венозный тромбоз
- Венозная тромбоэмболия
- Аневризмы и свищи
- Урологические осложнения — несостоятельность мочевого анастомоза, обструкция мочевыводящих путей, гематурия
- Лимфоцеле
- Несостоятельность раны
- Раневая инфекция